# Bath Rugby
Bath Rugby (offiziell Bath Football Club) ist ein Rugby-Union-Verein aus der englischen Stadt Bath, der in der obersten englischen Liga spielt, der Aviva Premiership. Die Heimspiele werden im Stadion Recreation Ground ausgetragen. Bath Rugby ist mit sechs Meistertiteln und zehn Pokalsiegen einer der erfolgreichsten englischen Vereine überhaupt.

## Geschichte
Die Gründung des Vereins erfolgte 1865, womit er zu den ältesten des Landes gehört. Zunächst wurde auf verschiedenen angemieteten Feldern gespielt, doch dann konnte Bath Rugby 1880 ein Stück Land auf der Pulteney Meadow neben dem Fluss Avon erwerben, auf dem heute das Stadion Recreation Ground (wörtliche Übersetzung: Erholungsgelände) steht. Gegner in den ersten Jahrzehnten waren meist Vereine aus der Umgebung, ab den 1890er Jahren kamen vermehrt walisische Mannschaften hinzu. 1907 war mit dem Racing Club de Bordelais aus Frankreich der erste ausländische Verein zu Gast.
Während des Zweiten Weltkrieges starben 17 Spieler im Kampfeinsatz und der Recreation Ground wurde durch Fliegerbomben stark beschädigt. 1954 machte Bath Rugby erstmals eine Tournee im Ausland und schlug dabei drei französische Vereine. In den 1980er Jahren zeichnete sich immer stärker eine Professionalisierung des einst reinen Amateursports ab und Bath Rugby konnte sich am besten darauf einstellen. Zwischen 1984 und 1987 gewann die Mannschaft viermal in Folge den englischen Pokal. Von 1989 bis 1996 folgten sechs weitere Pokalsiege. Die erste Saison der Courage League (heute Aviva Premiership genannt) begann 1986. Den ersten Meistertitel gewann Bath Rugby in der Saison 1988/89, bis 1996 folgten fünf weitere.
1998 war Bath Rugby der erste englische Verein, der den europäischen Pokalwettbewerb Heineken Cup gewinnen konnte; im Finale in Bordeaux wurde CA Brive aus Frankreich mit 19:18 bezwungen. Dies war der vorerst letzte große Erfolg. In der Saison 2002/03 entging Bath Rugby nur knapp dem Abstieg und der Fusion mit dem Erzrivalen Bristol Rugby; dazu kam die Finalniederlage im European Challenge Cup gegen die London Wasps. 2004 schloss Bath die reguläre Saison auf dem ersten Tabellenplatz ab, verlor aber das Play-off-Finale gegen die London Wasps. Weitere Finalniederlage gab es 2006 im englischen Pokal gegen die Leeds Tykes und 2007 im European Challenge Cup gegen ASM Clermont Auvergne.

## Erfolge
- Meister Premiership: 1989, 1991, 1992, 1993, 1994, 1996
- Play-off-Finalist Premiership: 2004, 2015
- Sieger Anglo-Welsh Cup: 1984, 1985, 1986, 1987, 1989, 1990, 1992, 1994, 1995, 1996
- Finalist Anglo-Welsh Cup: 2005, 2018
- Sieger Heineken Cup: 1998
- Sieger European Challenge Cup: 2008
- Finalist European Challenge Cup: 2003, 2007, 2014

## Spieler

### Aktueller Kader
Der Kader für die Saison 2019/2020:

### Bekannte ehemalige Spieler
| - Dave Attwood - Iain Balshaw - Olly Barkley - Stuart Barnes - Steve Borthwick - Mike Catt - Gareth Cooper (Wales) - Ieuan Evans (Wales) - Kahn Fotuali’i (Samoa) - Phil de Glanville | - Andy Gomarsall - Jeremy Guscott - Justin Harrison (Australien) - Butch James (Südafrika) - Deiniol Jones (Wales) - Michael Lipman - Nicky Little (Fidschi) - Lee Mears - Lewis Moody | - Henry Paul (Neuseeland) - Anthony Perenise (Samoa) - Mark Regan - Andy Robinson - Jason Robinson - Matt Stevens - Simon Taylor - Mike Tindall - Tom Voyce |